# (1254) Erfordia
(1254) Erfordia ist ein Asteroid des Hauptgürtels, der am 10. Mai 1932 vom deutschen Astronomen Johannes Franz Hartmann in La Plata am Observatorio Astronómico de La Plata entdeckt wurde.
Der Asteroid ist nach Erfurt, dem Geburtsort des Entdeckers, benannt.